# Эриксон, Артур
Артур Чарльз Эриксон (англ. Arthur Charles Erickson; 14 июня 1924, Ванкувер — 20 мая 2009, там же) — канадский архитектор-модернист. Автор проектов кампусов Университета Саймона Фрейзера и Летбриджского университета, павильонов Всемирных выставок 1967 и 1970 годов, Банка Канады, посольства Канады в Вашингтоне и других зданий и архитектурных комплексов. Компаньон ордена Канады, лауреат премии Молсона, премии Огюста Пере и золотых медалей Королевского архитектурного института Канады и Американского института архитекторов.

## Биография
Артур Эриксон родился в 1924 году в Ванкувере в семье Оскара и Миртл Эриксон; позже у него появился младший брат. Миртл Эриксон была знатоком канадского искусства; сам Артур начал рисовать в 13 лет, и три года спустя две егоабстрактные акварели удостоились почётного упоминания жюри на выставке в Ванкуверской картинной галерее. Живопись юноши вызвала интерес у члена «Группы семи» Лоурена Харриса.
В 1942 году поступил в Университет Британской Колумбии, но менее чем через год присоединился к резерву армии Канады и начал интенсивную подготовку на курсах японского языка. В 1943 году был направлен в разведывательный корпус армии и переброшен в Индию, где включён в команду войсковой вещательной установки. Позже переведён в Малайю с целью подготовки к заброске в тыл противника, однако эта операция не состоялась ввиду завершения войны. Вернувшись в Канаду в 1946 году, возобновил учёбу в Университете Британской Колумбии, где изучал экономику, историю и японский язык, готовясь стать дипломатом, антропологом или археологом.
Карьерные планы Эриксона изменились, когда ему на глаза попалась фотография студии Фрэнка Ллойда Райта «Талиесин-Уэст» в журнале Fortune. Молодой человек был настолько впечатлён творческими возможностями, которые открывала архитектура, что решил стать архитектором. Поступив в 1946 году в Макгиллский университет, Эриксон окончил его архитектурное отделение с отличием через четыре года. Получив стипендию как лучший студент отделения, он отказался от приглашения Райта провести год в его студии в качестве ученика и вместо этого на протяжении трёх лет изучал искусство в разных странах, прежде чем вернуться в Ванкувер.

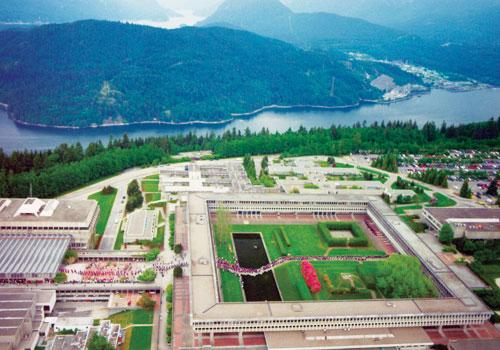
Кампус Университета Саймона Фрейзера, вид сверху

В 1953 году начал частную практику в Ванкувере совместно с Джеффри Мэсси. Одновременно начал преподавать в Университете Британской Колумбии, в штат которого входил почти 10 лет. Важным успехом архитектурной фирмы Эриксона и Мэсси стала победа, одержанная в 1963 году в конкурсе на проект кампуса Университета Саймона Фрейзера. Эта победа принесла им международное признание и серию заказов на значительные проекты, включавшие тематические павильоны на Всемирной выставке 1967 года в Монреале, высотное офисное здание MacMillan Bloedel (Ванкувер, 1969), павильон Канады на Всемирной выставке 1970 года в Осаке, проект кампуса Летбриджского университета (1971) и здание Музея антропологии Университета Британской Колумбии (1971—1977).
После того, как распалось сотрудничество с Мэсси, Эриксон в 1972 году основал собственную фирму. Среди его работ в этот период были комплекс зданий провинциального правительства и суда Британской Колумбии, включавший новую картинную галерею Ванкувера (строительство начато в 1973 году), здание Банка Канады (Оттава, 1980), концертный зал Рой-Томсон-Холл (Торонто, 1982) и здание посольства Канады в Вашингтоне (1989). Филиалы фирмы Эриксона в дальнейшем открылись в Торонто, Лос-Анджелесе и Абу-Даби. Однако в бизнесе он был не столь успешен, как в искусстве, и к концу 1980-х годов фирма погрязла в долгах. Эриксон был вынужден закрыть её отделения в 1989 и 1991 годах, а в 1992 году объявил о банкротстве. 

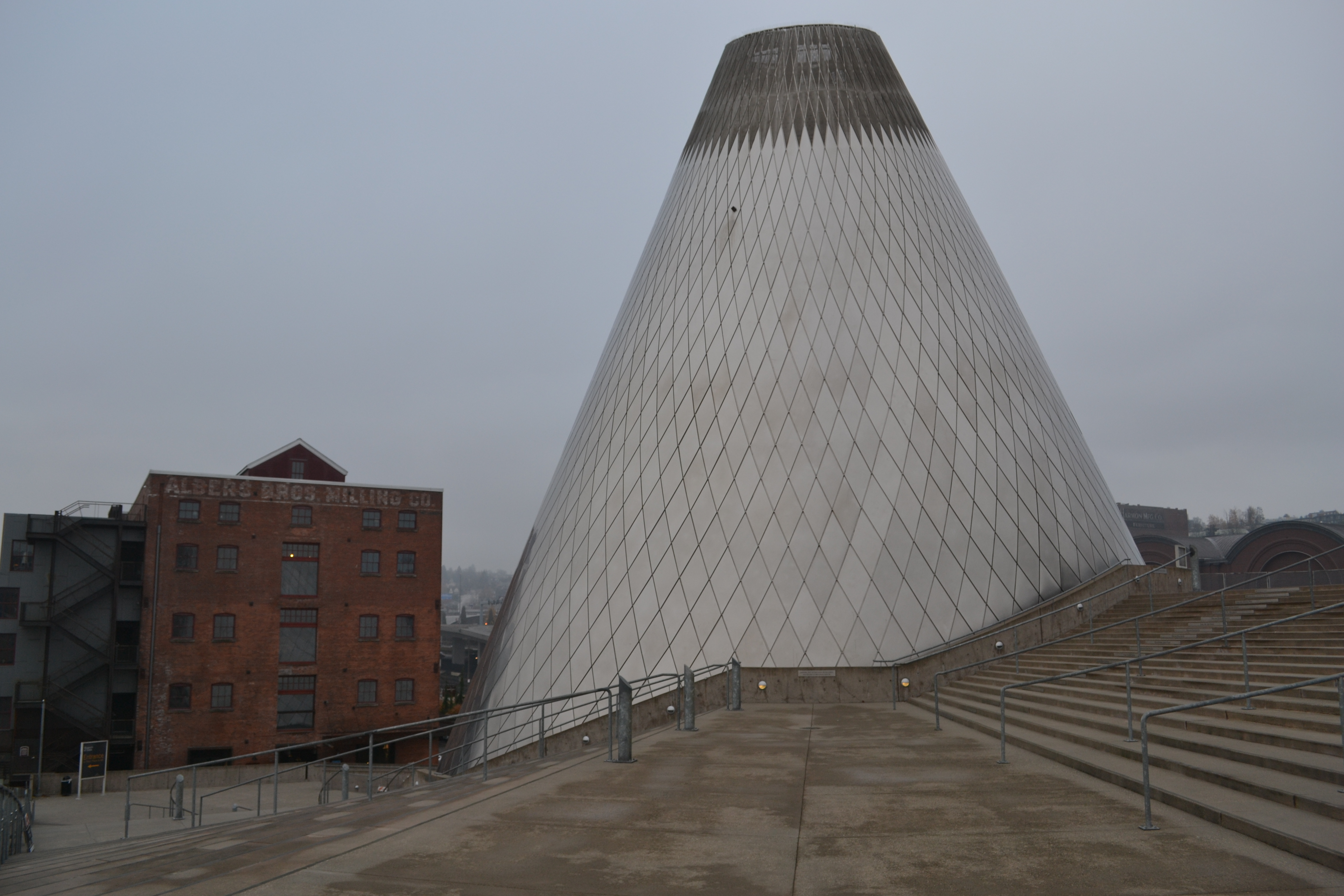
Музей стекла, Такома

После этого Эриксон сотрудничал с архитектурными фирмами Дона Стэнли и Ника Милковича — своего бывшего студента. Важным произведением этого периода его творческой карьеры стал Музей стекла в Такоме (штат Вашингтон, 2002), главным элементом которого был 27-метровый стальной конус. Совместно с Милковичем в конце карьеры Эриксон также спроектировал жилой комплекс «Портленд-отель» в центре Ванкувера. 
В последние годы жизни архитектор страдал от болезни Паркинсона и болезни Альцгеймера, за два месяца до смерти перебравшись из собственного дома в Пойнт-Грее (Британская Колумбия) в дом престарелых с постоянным уходом в Ванкувере. Умер там же в мае 2009 года, пережив своего партнёра Франсиско Крипача.

## Творчество

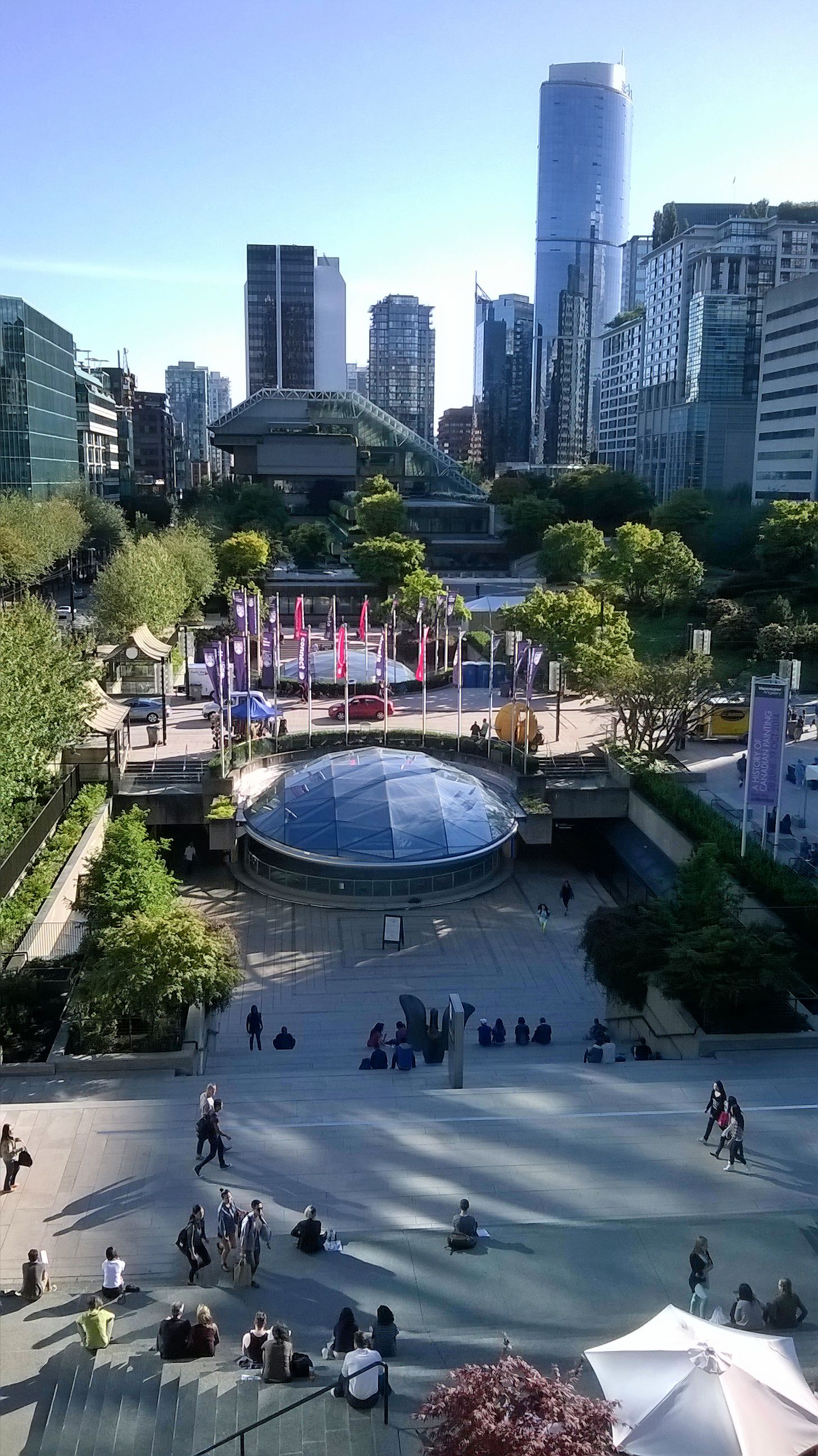
Робсон-Сквер

В 1972 году Эриксон удостоился от американского журнала Time титула «Главный архитектор Канады» (англ. Canada’s Master Architect). Канадская энциклопедия называет его ярким представителем модернизма. Творческий стиль архитектора, возрождавший основные идеи модернизма, формировался в послевоенные годы, в период между отчётом комиссии Мэсси, в 1951 году задавшим направление развития канадской культуры в этот период, и празднествами в честь столетия Канадской конфедерации в 1967 году. Эриксон распространил подход архитектурного модернизма на ландшафтную архитектуру и сферу градостроительного проектирования, изложив своё художественное видение в двух монографиях. Ряд его проектов, среди которых ванкуверский правительственный комплекс Робсон-Сквер и университетские кампусы, представляют собой мегастроения, которые критик Тревор Бодди определяет как «город в одном здании».
На протяжении карьеры Эриксона многие его проекты демонстрируют общую черту — широкий и высокий главный вход простой формы (горизонтальная балка на вертикальных колоннах). Это рассматривается одновременно как наследие древнегреческой архитектуры и как отсылка к мотиву гостеприимства и убежища в архитектурной традиции индейцев Западного побережья. Простая структура и неброские цвета помогают зданиям Эриксона лучше интегрироваться в окружающий ландшафт. Древнегреческие мотивы, наводящие на воспоминания об афинском Акрополе, присутствуют уже в первом проекте Эриксона и Джеффри Мэсси, получившем широкую известность, — кампусе Университета Саймона Фрейзера. Этот комплекс, расположенный на вершине холма в Бернаби, решён в основном в горизонтальном плане, используя естественную вертикаль холма как компонент дизайна. Этот проект также демонстрирует адаптацию творческого стиля архитекторов к условиям окружающей среды. В него включена огромная крытая плаза, освещаемая через прозрачную крышу — элемент, учитывающий прохладный, дождливый климат Британской Колумбии. Другим примером адаптации к окружению (в этом случае более ранней архитектуре соседних зданий) стало здание посольства Канады в Вашингтоне, дизайн которого включает элементы неоклассицистского стиля, характерного для исторических зданий столицы США. С другой стороны, критика идей модернизма со стороны критиков-постмодернистов на определённом этапе творчества Эриксона привела его к попыткам переосмыслить собственный стиль и ряду неудачных работ, включавшему нереализованный проект Чикагской публичной библиотеки 1988 года.

## Награды и звания
Творческие достижения Артура Эриксона отмечены рядом общественных и государственных наград. В 1971 году он был удостоен премии Королевского банка Канады, а в 1984 году — Чикагской архитектурной премии, которую разделил с Филипом Джонсоном и Джоном Берджи. В том же году Эриксону была присуждена золотая медаль Королевского архитектурного института Канады, а в 1986 году — золотая медаль Американского института архитекторов. Он также был лауреатом премии Молсона от Совета Канады по искусству и премии Огюста Пере от Международного союза архитекторов. В 1973 году он был произведён в офицеры ордена Канады, а в 1981 году — в компаньоны ордена Канады (высшая степень этой награды). Эриксон — обладатель почётных учёных степеней от Макгиллского университета (1975) и Летбриджского университета (1981).